# Tau-lepton
A tauon (tau-részecske, tau-lepton) egy negatív elektromos töltésű elemi részecske, melynek
- élettartama 3·10‒13 másodperc (gyenge kölcsönhatásban bomlik);
- tömege 1777 MeV (a proton tömegének nagyjából négyszerese, az elektronénak 3500-szorosa);
- antirészecskéje az anti-tauon;
- a hozzájuk tartozó neutrínók a tau-neutrínó és az anti-tau-neutrínó.

## Besorolása
A tau-lepton a leptonok harmadik családjába tartozik. Rokonai az elektron (1. család) és a müon (2. család). Az elektronhoz és a müonhoz hasonlóan a tau-lepton is pontszerű; nincs észlelhető szerkezete – ha van egyáltalán, az a 10‒18 méter alatti tartományban van. Az elektronhoz és müonhoz hasonlóan a tau-lepton spinje 1/2. A tau-lepton és az antirészecskéje az elektronnal illetve a pozitronnal azonos elektromos töltésű.

## Bomlása

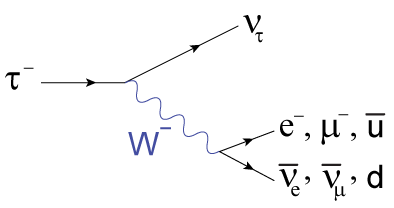
A τ-lepton bomlásának Feynman-diagramja

A tau-lepton az egyetlen lepton, mely hadronokká is képes bomlani, a többinek ehhez nincs elegendő tömege. A hadronikus és a többi bomlási módja is a gyenge kölcsönhatással történik.
Mivel a tau-szerű leptonszám megmarad (legalábbis közelítőleg a neutrínóoszcilláció miatt), akkor keletkezik tau-neutrínó, amikor a tau-lepton müonra vagy elektronra bomlik.
{\displaystyle \tau ^{-}\rightarrow \nu _{\tau }+e^{-}+{\bar {\nu }}_{e}}
{\displaystyle \tau ^{-}\rightarrow \nu _{\tau }+\mu ^{-}+{\bar {\nu }}_{\mu }}
A tau elektronra és neutrínókra bomlásának elágazási aránya 18%, a müonra és neutrínókra bomlásé hasonló, a hadronokra bomlásé 64%.

## Felfedezése
1975-ben fedezte fel Martin Lewis Perl a kollégáival az SLAC-ban. Berendezésük az SLAC új elektron-pozitron ütköztetőgyűrűjéhez a SPEAR-hez tartozott, és az LBL detektorhoz. Észlelni tudták, és meg tudták különböztetni a leptonokat, hadronokat és a fotonokat. Nem a tau-leptont magát figyelték meg, hanem a következő anomális eseményt:
{\displaystyle e^{+}+e^{-}\rightarrow e^{\pm }+\mu ^{\mp }} + nem észlelt részecskék
Kellett olyan részecskéknek lenniük, melyeket nem észleltek, mert az észlelt energia kevesebb volt, mint a kezdeti. Feltételezték, hogy ennek az az oka, hogy tau-leptonok keletkeztek, de azok rögtön elbomlottak:
{\displaystyle e^{+}+e^{-}\rightarrow \tau ^{+}+\tau ^{-}\rightarrow e^{\pm }+\mu ^{\mp }} + 4 neutrínó
Ezt elég nehéz volt igazolni, mivel az az energia, mely a τ+τ‒ pár létrehozásához szükséges, nagyjából egyezik a D-mezon létrehozásához szükséges energiával. A tau-lepton tömegét és spinjét a heidelbergi DESY-nél és a SPEAR gyűrű DELCO műszerében (Direct Electron Counter) határozták meg.
Martin Perl 1995-ben megosztott fizikai Nobel-díjat kapott Frederick Reines-szel. Az utóbbit a neutrínó felfedezéséért tüntették ki.